# Riviera dei Fiori
La Riviera dei Fiori (Rivêa d'e Sciûe in ligure) è quel tratto di costa della Liguria, facente parte della Riviera Ligure di Ponente che, esattamente, s'estende, da Est ad Ovest, dal punto di scollinamento del Capo Mimosa, nel territorio comunale di Cervo (IM), fino alla foce del Rio San Luigi, nel comune di Ventimiglia (IM), al confine con la frazione di Garavan, nel comune di Mentone (Francia), coincidendo con il litorale dei comuni costieri amministrati dalla Provincia di Imperia. 
Tra i più noti centri turistici dell'entroterra si ricordano:
Taggia (il borgo medievale secondo per estensione in regione solo a Genova); 
Dolceacqua (dominata dal Castello dei Doria, a cui si accede attraversando uno scenografico ponte sul Nervia); 
Pigna (centro d'arte e termale); 
Apricale (uno dei borghi più belli d'Italia, noto per il castello della Lucertola); Rocchetta Nervina (importante centro escursionistico); Perinaldo (osservatorio astronomico "Cassini"); 
Triora (famosa per i processi per stregoneria); 
Ceriana, paese dall'antico ed intricato centro storico, con caruggi a più livelli su cui s'affacciano abitazioni in pietra fino ad 8 piani e famosa nel mondo per l'antica tradizione cerianasca del canto corale virile a cappella a tee voci, sia sacro che profano;
Pieve di Teco (cittadina medievale dai caratteristici portici); 
Monesi, la stazione sciistica del Ponente ligure; ha ricevuto la candidatura a patrimonio dell'UNESCO. 
Bussana Vecchia, paese distrutto dal terremoto del 1887, rimasto per decenni villaggio fantasma ma, dagli anni '60 del secolo scorso, gradatamente ripopolato da artisti vari della controcultura hippie, provenienti da tutto il mondo, ed oggi rivalutato ad attrazione turistica, con le sue rovine gran parte intatte tra cui quelle dell'antica chiesa parrocchiale a cielo aperto. 
(da Riviere, di Eugenio Montale)

## Caratteristiche fisiche
È caratterizzata da spiagge ampie, sabbiose e da tratti rocciosi, come d'altronde il resto della Riviera ligure, e da un entroterra collinoso fino a poche centinaia di metri dal mare, un tempo soprattutto coltivato ad uliveto.
Tipico della Riviera dei Fiori è il clima estremamente mite, poco piovoso e molto soleggiato.

## Principali località
Sulla Riviera dei Fiori le principali località che si incontrano sono:
- Cervo
- San Bartolomeo al Mare
- Diano Marina
- Imperia
- San Lorenzo al Mare
- Santo Stefano al Mare
- Riva Ligure
- Taggia
- Sanremo
- Ospedaletti
- Bordighera
- Vallecrosia
- Camporosso
- Ventimiglia

## Eventi
Tra gli eventi più significativi il primato spetta senz'altro al Festival, che si svolge ogni anno a febbraio a Sanremo (IM); altri eventi di questa città sono il Corso fiorito (marzo), la corsa ciclistica Milano-Sanremo (marzo) e il Premio Tenco (ottobre). 
A settembre Imperia ospita il raduno di Vele d'Epoca, mentre a novembre sempre nel capoluogo si svolge Olioliva, la festa dell'olio nuovo.
A Ventimiglia (IM) si svolge la celebre infiorata nota come "Battaglia di Fiori" nel mese di giugno. A metà agosto a Dolceacqua (IM), ha luogo un suggestivo spettacolo piromusicale, unico nel suo genere per l'ambientazione storica e per l'alta tecnologia utilizzata. A Taggia (IM), nel mese di febbraio, si svolgono una serie di eventi legati ai festeggiamenti per San Benedetto: i falò la sera del 13, il corteo storico e le ambientazioni che rievocano la liberazione del Ducato, i fuochi d'artificio.

## Ricettività
La provincia di Imperia possiede 273 alberghi, 2 alberghi a 5 stelle, 22 a 4 stelle, 129 a 3 stelle, 63 a 2 stelle, 57 a 1 stella, 11 locande, 19 residenze turistiche alberghiere, 9 campeggi, 17 parchi vacanza, 8 villaggi turistici, 169 bed and breakfast, 2 ostelli, 47 affitta camere, 21 case per ferie, 62 case e appartamenti per vacanze, 6 rifugi e 78 agriturismi (fonte Regione Liguria).
Il totale dei posti letto (2007) è di 16844 per il comparto alberghiero e 18834 per il comparto complementare. L'indice di ricettività (ogni 100 000 abitanti) è di 7813 per gli alberghi e 8736 per il comparto extralberghiero. Gli alberghi a cinque stelle offrono complessivamente 464 posti letto, mentre quelli a quattro stelle ne offrono 2811. Gli alberghi a tre stelle arrivano a 8592 posti letto, mentre quelli a due o una stella offrono 3258 posti. La densità della ricettività raggiunge il 14,6 per il comparto alberghiero e il 16,2 per quello complementare.
Le imprese turistiche attive (alberghi e ristoranti) in Provincia di Imperia al 31 dicembre 2008 mostrano un ulteriore incremento rispetto all'anno precedente passando da 1912 unità del
2007 a 1960 unità a fine 2008 e raggiungendo la quota percentuale dell'8% sul totale delle imprese presenti negli archivi camerali. Anche le imprese registrate evidenziano un leggero
incremento (2333 nel 2007 – 2353 nel 2008), pur rimanendo negativo il saldo tra iscrizioni e cessazioni pari a – 13 imprese nel 2008.
Passando all'analisi della ricettività della provincia di Imperia si riscontra la conferma del trend positivo per quanto riguarda l'offerta di esercizi ricettivi che subiscono un aumento superiore al 10% e passano da 701 strutture ricettive nel 2007 a 772 unità nel 2008. Tale aumento va attribuito esclusivamente all'incremento nell'offerta turistica extra-alberghiera (RTA
ed altre strutture ricettive soprattutto B&B), mentre il numero degli alberghi in senso stretto –considerando soltanto gli hotel classificati a “stelle” ed escludendo le Residenze Turistiche
alberghiere (RTA) - subisce una diminuzione percentuale che si avvicina al 6%.
Considerando l'intero comparto, troviamo una dislocazione delle strutture ricettive sui principali comuni costieri pari al 56% del totale, percentuale che sale al 76% se si considerano unicamente gli alberghi in senso stretto e le RTA. Ancora più evidente la concentrazione sul mare se ad essere preso in esame è il numero dei posti letto che raggiunge il 72%, con la
punta del 93% di tutta la disponibilità provinciale se limitiamo il dato ad alberghi e RTA.
Il tasso di sviluppo del settore appare leggermente in ripresa rispetto all'anno precedente anche se il dato rimane negativo (-2,5%) e soprattutto lontano dal tasso di sviluppo dell'insieme del complesso imprenditoriale che si assesta sul -0,6%.
Ricettività dei porti turistici: porto Sole Sanremo con 804 posti barca medio grandi, Marina degli Aregai con 980 posti barca tra i 6 e i 40 metri, Marina di San Lorenzo con 365 posti barca, porto di Imperia con 1365 posti barca, porto di Bordighera con 250 posti barca, Darsena di Arma di Taggia con 30 posti barca, Diano Marina con 60 posti barca e approdi turistici stagionali agibili dal 1º giugno al 30 settembre nei comuni di San Bartolomeo, Imperia Borgo Cappuccini, San Lorenzo Darsena dei Delfini, Santo Stefano, Riva Ligure e porto Vecchio Sanremo.